# Elezioni parlamentari in Belgio del 1974
Le elezioni parlamentari in Belgio del 1974 si tennero il 10 marzo per il rinnovo del Parlamento federale (Camera dei rappresentanti e Senato). In seguito all'esito elettorale, Leo Tindemans, espressione del Partito Popolare Cristiano, divenne Primo ministro.

## Risultati

### Camera dei rappresentanti
| Liste                                    | Voti      | %     | Seggi |
| ---------------------------------------- | --------- | ----- | ----- |
| Partito Socialista Belga (PSB/BSP)       | 1 314 796 | 25,00 | 59    |
| Partito Popolare Cristiano               | 1 222 646 | 23,25 | 50    |
| Unione Popolare                          | 536 287   | 10,20 | 22    |
| Partito per la Libertà e il Progresso    | 504 545   | 9,59  | 19    |
| Partito Social-Cristiano                 | 478 209   | 9,09  | 22    |
| Fronte Democratico dei Francofoni - PLDP | 301 303   | 5,73  | 14    |
| Partito della Libertà e del Progresso    | 294 273   | 5,60  | 11    |
| Raggruppamento Vallone                   | 269 455   | 5,12  | 11    |
| Partito Comunista del Belgio             | 107 481   | 2,04  | 2     |
| BSP - Rode Leeuwen                       | 86 929    | 1,65  | –     |
| Unione Democratica e Progressista        | 58 527    | 1,11  | –     |
| Tutto il Potere agli Operai (AMADA)      | 19 794    | 0,38  | –     |
| Partito Femminista Unificato             | 18 511    | 0,35  | –     |
| PMO                                      | 9 184     | 0,17  | –     |
| Partito dei Belgi Germanofoni            | 8 700     | 0,17  | –     |
| Partito Liberale Vallone                 | 6 846     | 0,13  | –     |
| Altri                                    | 21 045    | 0,40  | –     |
| Totale                                   | 5 258 531 | 100   | 212   |

Riepilogo dei partiti presenti in liste diversamente denominate
| PSB/BSP | PSB/BSP   |
| Sigla   | Voti      |
| ------- | --------- |
| BSP/PSB | 1.150.204 |
| PSB     | 164.592   |
| Totale  | 1.314.796 |
| BSP-RL  | 86.929    |
| Totale  | 1.401.725 |

### Senato
| Liste                                 | Voti      | %     | Seggi |
| ------------------------------------- | --------- | ----- | ----- |
| Partito Socialista Belga (PSB/BSP)    | 1 301 722 | 25,12 | 27    |
| Partito Popolare Cristiano            | 1 219 811 | 23,54 | 27    |
| PVV - PLP                             | 755 694   | 14,58 | 16    |
| FDF - RW - PLDP                       | 589 553   | 11,38 | 13    |
| Unione Popolare                       | 545 215   | 10,52 | 10    |
| Partito Social-Cristiano              | 430 512   | 8,31  | 10    |
| Partito Comunista del Belgio          | 115 007   | 2,22  | 1     |
| BSP - Rode Leeuwen                    | 82 959    | 1,60  | 2     |
| Unione Democratica e Progressista     | 60 400    | 1,17  | –     |
| Partito della Libertà e del Progresso | 21 782    | 0,42  | –     |
| Tutto il Potere agli Operai (AMADA)   | 16 744    | 0,32  | –     |
| Partito dei Belgi Germanofoni         | 15 624    | 0,30  | –     |
| Partito Femminista Unificato          | 11 910    | 0,23  | –     |
| PMO                                   | 5 918     | 0,11  | –     |
| Altri <0,10%                          | 9 609     | 0,19  | –     |
| Totale                                | 5 182 460 | 100   | 106   |